# Jean-Paul Rabier
Jean-Paul Rabier  est un footballeur français devenu entraîneur, né le 25 janvier 1955 à Vendôme (Loir-et-Cher).

## Biographie
En avril 1971, alors joueur du Stade lannionnais, Jean-Paul Rabier dispute avec la Ligue de l'Ouest la Coupe nationale des cadets, dans une sélection dont le gardien est Pierrick Hiard. Il quitte Lannion pour Rennes en 1972. Milieu défensif vainqueur de la Coupe Gambardella en 1973 avec le Stade rennais, il joue 150 matches avec son club formateur avant de prendre la direction de l'US Valenciennes-Anzin en 1979.
Il rejoint en 1982 le Laval entraîné alors par Michel Le Milinaire, alors en Division 1.  Il est sur le terrain lors de l'exploit que réalise son équipe lors de la saison 1983-84 en Coupe de l'UEFA lors de la double confrontation avec la grande équipe du Dynamo de Kiev de Blokhine et Zavarov. Le match aller en URSS se solde par un flatteur score de 0-0, après que les courageux Lavallois sortent vainqueurs du match retour grâce à José Souto inscrivant l'unique but de la partie dans un stade Francis-Le-Basser archi-comble pour l'occasion.
Après sa carrière de joueur il entraîne, entre autres, l'En avant de Guingamp, l'AS Vitré, l'équipe nationale du Burkina Faso de juillet 2002 à 2004 et la sélection malgache d'avril 2010 à février 2011. En juin 1995, en fin de contrat avec Rouen, il encadre à Saint-Brevin le stage de l'UNFP destiné aux entraîneurs et joueurs sans contrat. Il est entraîneur du FC Ryūkyū à Okinawa au Japon pendant l'année 2008, en remplacement de Philippe Troussier.

## Carrière de joueur
- avant 1972 :  Stade lannionnais
- 1972-1979 :  Stade rennais
- 1979-1982 :  US Valenciennes Anzin
- 1982-1984 :  Stade lavallois
- 1984-1985 :  RC Lens

## Carrière d'entraîneur
- Mars 1988-1989 :  EA Guingamp
- 1990-1992 :  La Roche VF
- Mars 1994-1995 :  FC Rouen
- 1995-1997 :  RCFC Besançon
- 1998-2000 :  AS Vitré
- 2000-2001 :  Angers SCO (prête-nom)
- 2002-2004 :  Burkina Faso (sélectionneur)
- Décembre 2004-juin 2005 :  MC Alger
- 2006-2008 :  Al-Khor SC
- 2008 :  FC Ryūkyū
- Avril 2010-février 2011 :  Madagascar[6],[7] (Sélectionneur)
- Août 2012-septembre 2012  :  MC Alger

## Palmarès de joueur
- Coupe Gambardella 1973 avec le Stade rennais
- International Juniors, Militaires et Espoirs
- Sélectionné avec les cadets de la Ligue de l'Ouest en 1971

## Palmarès d'entraîneur
- Qualification du Burkina Faso pour la phase finale CAN 2004
- Finaliste de la Coupe du Qatar 2007
- Meilleur entraîneur de l'année du Qatar en 2007